# Fußball-Weltmeisterschaft 1966/Gruppe C
Spiele der Gruppe C der Fußball-Weltmeisterschaft 1966.
| Pl. | Land      | Sp. | S | U | N | Tore    | Diff. | Punkte |
| --- | --------- | --- | - | - | - | ------- | ----- | ------ |
| 1.  | Portugal  | 3   | 3 | 0 | 0 | 009:200 | +7    | 06:0   |
| 2.  | Ungarn    | 3   | 2 | 0 | 1 | 007:500 | +2    | 04:20  |
| 3.  | Brasilien | 3   | 1 | 0 | 2 | 004:600 | −2    | 02:40  |
| 4.  | Bulgarien | 3   | 0 | 0 | 3 | 001:800 | −7    | 0:60   |

## Brasilien – Bulgarien 2:0 (1:0)
| Brasilien                                               | Brasilien | Bulgarien | Bulgarien |
| ------------------------------------------------------- | --- | --- | --------- |
| Brasilien                                               | \| 1. Spieltag \| \| 12. Juli 1966 um 19:30 Uhr in Liverpool (Goodison Park) \| \| Zuschauer: 47.308 \| \| Schiedsrichter: Kurt Tschenscher ( BR Deutschland) \| \| Spielbericht \| | \| 1. Spieltag \| \| 12. Juli 1966 um 19:30 Uhr in Liverpool (Goodison Park) \| \| Zuschauer: 47.308 \| \| Schiedsrichter: Kurt Tschenscher ( BR Deutschland) \| \| Spielbericht \|                                        | Bulgarien |
| Brasilien                                               | Gilmar – Djalma Santos, Bellini , Altair, Paulo Henrique – Denílson, Alcindo, Lima – Garrincha, Pelé, Jairzinho Cheftrainer: Vicente Feola                                          | Georgi Najdenow – Alexander Schalamanow, Dimitar Penew, Iwan Wuzow, Boris Gaganelow – Stojan Kitow, Dobromir Schetschew, Dinko Dermendschiew, Dimitar Jakimow – Iwan Kolew, Georgi Asparuchow Cheftrainer: Rudolf Vytlačil | Bulgarien |
| Brasilien                                               | 1:0 Pelé (15.) 2:0 Garrincha (63.) | | Bulgarien |
| 1. Spieltag                                             | | |           |
| 12. Juli 1966 um 19:30 Uhr in Liverpool (Goodison Park) | | |           |
| Zuschauer: 47.308                                       | | |           |
| Schiedsrichter: Kurt Tschenscher ( BR Deutschland)      | | |           |
| Spielbericht                                            | | |           |

## Portugal – Ungarn 3:1 (1:0)
| Portugal                                                | Portugal | Ungarn | Ungarn |
| ------------------------------------------------------- | --- | --- | ------ |
| Portugal                                                | \| 1. Spieltag \| \| 13. Juli 1966 um 19:30 Uhr in Manchester (Old Trafford) \| \| Zuschauer: 29.886 \| \| Schiedsrichter: Leo Callaghan ( Wales) \| \| Spielbericht \|        | \| 1. Spieltag \| \| 13. Juli 1966 um 19:30 Uhr in Manchester (Old Trafford) \| \| Zuschauer: 29.886 \| \| Schiedsrichter: Leo Callaghan ( Wales) \| \| Spielbericht \|                           | Ungarn |
| Portugal                                                | Joaquim Carvalho – João Morais, Alexandre Baptista, Vicente, Hilário – Jaime Graça, Mário Coluna – José Augusto, Eusébio, José Torres, António Simões Cheftrainer: Otto Glória | Antal Szentmihályi – Benő Káposzta, Sándor Mátrai, Kálmán Mészöly, Kálmán Sóvári – István Nagy, Ferenc Sipos , Flórián Albert – Ferenc Bene, János Farkas, Gyula Rákosi Cheftrainer: Lajos Baróti | Ungarn |
| Portugal                                                | 1:0 José Augusto (1.) 2:1 José Augusto (67.) 3:1 José Torres (90.) | 1:1 Bene (60.) | Ungarn |
| 1. Spieltag                                             | | |        |
| 13. Juli 1966 um 19:30 Uhr in Manchester (Old Trafford) | | |        |
| Zuschauer: 29.886                                       | | |        |
| Schiedsrichter: Leo Callaghan ( Wales)                  | | |        |
| Spielbericht                                            | | |        |

## Brasilien – Ungarn 1:3 (1:1)
| Brasilien                                               | Brasilien | Ungarn | Ungarn |
| ------------------------------------------------------- | --- | --- | ------ |
| Brasilien                                               | \| 2. Spieltag \| \| 15. Juli 1966 um 19:30 Uhr in Liverpool (Goodison Park) \| \| Zuschauer: 51.387 \| \| Schiedsrichter: Ken Dagnall ( England) \| \| Spielbericht \| | \| 2. Spieltag \| \| 15. Juli 1966 um 19:30 Uhr in Liverpool (Goodison Park) \| \| Zuschauer: 51.387 \| \| Schiedsrichter: Ken Dagnall ( England) \| \| Spielbericht \|                        | Ungarn |
| Brasilien                                               | Gilmar – Djalma Santos, Bellini , Altair, Paulo Henrique – Gérson, Alcindo, Lima – Garrincha, Tostão, Jairzinho Cheftrainer: Vicente Feola                              | József Gelei – Benő Káposzta, Sándor Mátrai, Kálmán Mészöly, Gusztáv Szepesi – Imre Mathesz, Ferenc Sipos , Flórián Albert – Ferenc Bene, János Farkas, Gyula Rákosi Cheftrainer: Lajos Baróti | Ungarn |
| Brasilien                                               | 1:1 Tostão (14.) | 0:1 Bene (2.) 1:2 Farkas (64.) 1:3 Mészöly (73., Foulelfmeter) | Ungarn |
| 2. Spieltag                                             | | |        |
| 15. Juli 1966 um 19:30 Uhr in Liverpool (Goodison Park) | | |        |
| Zuschauer: 51.387                                       | | |        |
| Schiedsrichter: Ken Dagnall ( England)                  | | |        |
| Spielbericht                                            | | |        |

## Portugal – Bulgarien 3:0 (2:0)
| Portugal                                                | Portugal | Bulgarien | Bulgarien |
| ------------------------------------------------------- | --- | --- | --------- |
| Portugal                                                | \| 2. Spieltag \| \| 16. Juli 1966 um 15:00 Uhr in Manchester (Old Trafford) \| \| Zuschauer: 25.438 \| \| Schiedsrichter: José María Codesal ( Uruguay) \| \| Spielbericht \|  | \| 2. Spieltag \| \| 16. Juli 1966 um 15:00 Uhr in Manchester (Old Trafford) \| \| Zuschauer: 25.438 \| \| Schiedsrichter: José María Codesal ( Uruguay) \| \| Spielbericht \|                                                    | Bulgarien |
| Portugal                                                | José Pereira – Alberto Festa, Germano de Figueiredo, Vicente, Hilário – Jaime Graça, Mário Coluna – José Augusto, Eusébio, José Torres, António Simões Cheftrainer: Otto Glória | Georgi Najdenow – Alexander Schalamanow, Dimitar Penew, Iwan Wuzow, Boris Gaganelow – Dobromir Schetschew, Dinko Dermendschiew, Dimitar Jakimow – Petar Schekow, Georgi Asparuchow, Alexandar Kostow Cheftrainer: Rudolf Vytlačil | Bulgarien |
| Portugal                                                | 1:0 Wuzow (7., Eigentor) 2:0 Eusébio (38.) 3:0 José Torres (82.) | | Bulgarien |
| 2. Spieltag                                             | | |           |
| 16. Juli 1966 um 15:00 Uhr in Manchester (Old Trafford) | | |           |
| Zuschauer: 25.438                                       | | |           |
| Schiedsrichter: José María Codesal ( Uruguay)           | | |           |
| Spielbericht                                            | | |           |

## Portugal – Brasilien 3:1 (2:0)
| Portugal                                                | Portugal | Brasilien | Brasilien |
| ------------------------------------------------------- | --- | --- | --------- |
| Portugal                                                | \| 3. Spieltag \| \| 19. Juli 1966 um 19:30 Uhr in Liverpool (Goodison Park) \| \| Zuschauer: 58.479 \| \| Schiedsrichter: George McCabe ( England) \| \| Spielbericht \|  | \| 3. Spieltag \| \| 19. Juli 1966 um 19:30 Uhr in Liverpool (Goodison Park) \| \| Zuschauer: 58.479 \| \| Schiedsrichter: George McCabe ( England) \| \| Spielbericht \| | Brasilien |
| Portugal                                                | José Pereira – João Morais, Alexandre Baptista, Vicente, Hilário – Jaime Graça, Mário Coluna – José Augusto, Eusébio, José Torres, António Simões Cheftrainer: Otto Glória | Manga – Fidélis, Brito, Orlando , Rildo – Denílson, Silva, Lima – Jairzinho, Pelé, Paraná Cheftrainer: Vicente Feola                                                      | Brasilien |
| Portugal                                                | 1:0 Simões (15.) 2:0 Eusébio (26.) 3:1 Eusébio (85.) | 2:1 Rildo (73.) | Brasilien |
| 3. Spieltag                                             | | |           |
| 19. Juli 1966 um 19:30 Uhr in Liverpool (Goodison Park) | | |           |
| Zuschauer: 58.479                                       | | |           |
| Schiedsrichter: George McCabe ( England)                | | |           |
| Spielbericht                                            | | |           |

## Ungarn – Bulgarien 3:1 (2:1)
| Ungarn                                                  | Ungarn | Bulgarien | Bulgarien |
| ------------------------------------------------------- | --- | --- | --------- |
| Ungarn                                                  | \| 3. Spieltag \| \| 20. Juli 1966 um 19:30 Uhr in Manchester (Old Trafford) \| \| Zuschauer: 24.129 \| \| Schiedsrichter: Roberto Goicoechea ( Argentinien) \| \| Spielbericht \|             | \| 3. Spieltag \| \| 20. Juli 1966 um 19:30 Uhr in Manchester (Old Trafford) \| \| Zuschauer: 24.129 \| \| Schiedsrichter: Roberto Goicoechea ( Argentinien) \| \| Spielbericht \|                           | Bulgarien |
| Ungarn                                                  | József Gelei – Benő Káposzta, Sándor Mátrai, Kálmán Mészöly, Gusztáv Szepesi – Imre Mathesz, Ferenc Sipos , Flórián Albert – Ferenc Bene, János Farkas, Gyula Rákosi Cheftrainer: Lajos Baróti | Simeon Simenow – Dimitar Largow, Dimitar Penew, Iwan Wuzow, Boris Gaganelow – Dobromir Schetschew, Dimitar Jakimow, Iwan Dawidow, Iwan Kolew – Georgi Asparuchow, Nikola Kotkow Cheftrainer: Rudolf Vytlačil | Bulgarien |
| Ungarn                                                  | 1:1 Dawidow (43., Eigentor) 2:1 Mészöly (44.) 3:1 Bene (54.) | 0:1 Asparuchow (15.) | Bulgarien |
| 3. Spieltag                                             | | |           |
| 20. Juli 1966 um 19:30 Uhr in Manchester (Old Trafford) | | |           |
| Zuschauer: 24.129                                       | | |           |
| Schiedsrichter: Roberto Goicoechea ( Argentinien)       | | |           |
| Spielbericht                                            | | |           |